# Rothschildia alexapricae
Rothschildia alexapricae is een vlinder uit de onderfamilie Saturniinae van de familie nachtpauwogen (Saturniidae).
De wetenschappelijke naam van de soort is voor het eerst geldig gepubliceerd door Ronald Brechlin & Frank Meister in 2012.

## Type
- holotype: "male, IX-X.2012."
- instituut: MWM, München, Duitsland.
- typelocatie: "Costa Rica, Province Limón, near Guápiles, 650 m., ca. 10.12°N, 83.47°W"